# White Memorial Medical Center
Le White Memorial Medical Center est un hôpital situé dans le quartier de Boyle Heights à Los Angeles en Californie. Il est la propriété de l'église adventiste du septième jour. Le White Memorial Medical Center (WMMC) est un hôpital universitaire gratuit, à volonté missionnaire, qui propose des services complets aux habitants dans et près du centre-ville de Los Angeles.
La mission de l'hôpital est de s'occuper de la santé de la communauté depuis sa fondation en 1913. Aujourd'hui, le centre médical est un des plus grands à but non lucratif de la région. Ses services incluent la médecine comportementale, des soins cardiaques et vasculaires, des soins intensifs et généraux, de l'oncologie, des soins orthopédiques, de la rééducation, de la chirurgie générale et spécialisée, et des services pédiatriques et gynécologiques.
Important hôpital universitaire, le White Memorial Medical Center joue également un rôle important dans la formation de médecins, d'infirmières et d'autres professions médicales.

## Référence
- (en) Cet article est partiellement ou en totalité issu de l’article de Wikipédia en anglais intitulé « White Memorial Medical Center » (voir la liste des auteurs).